# Frei Paulo (kommun)
Frei Paulo är en kommun i Brasilien.   Den ligger i delstaten Sergipe, i den östra delen av landet, 1 300 km nordost om huvudstaden Brasília. Antalet invånare är 13 854. Arean är 399 kvadratkilometer.
Terrängen i Frei Paulo är huvudsakligen platt, men den allra närmaste omgivningen är kuperad.
Följande samhällen finns i Frei Paulo:
- Frei Paulo

Omgivningarna runt Frei Paulo är huvudsakligen savann. Runt Frei Paulo är det ganska glesbefolkat, med 31 invånare per kvadratkilometer.